# Municipio de Monroe (condado de Delaware)
El municipio de Monroe (en inglés: Monroe Township) es un municipio ubicado en el condado de Delaware en el estado estadounidense de Indiana. En el año 2010 tenía una población de 3729 habitantes y una densidad poblacional de 47,5 personas por km².

## Geografía
El municipio de Monroe se encuentra ubicado en las coordenadas 40°6′51″N 85°23′16″O / 40.11417, -85.38778. Según la Oficina del Censo de los Estados Unidos, el municipio tiene una superficie total de 78.51 km², de la cual 78,41 km² corresponden a tierra firme y (0,13 %) 0,1 km² es agua.

## Demografía
Según el censo de 2010, había 3729 personas residiendo en el municipio de Monroe. La densidad de población era de 47,5 hab./km². De los 3729 habitantes, el municipio de Monroe estaba compuesto por el 97,8 % blancos, el 0,97 % eran afroamericanos, el 0,35 % eran amerindios, el 0,08 % eran asiáticos, el 0,29 % eran de otras razas y el 0,51 % eran de una mezcla de razas. Del total de la población el 0,91 % eran hispanos o latinos de cualquier raza.